# Акжигіт
Акжигі́т (каз. Ақжігіт) — село у складі Бейнеуського району Мангистауської області Казахстану. Адміністративний центр та єдиний населений пункт Акжигітської сільської адміністрації.
Населення — 2031 особа (2021; 2567 у 2009, 1431 у 1999, 1822 у 1989).